# 多宝院 (台東区)
多宝院（たほういん）は、東京都台東区谷中六丁目にある真言宗豊山派の寺院。

## 歴史
1611年（慶長16年）、宥純によって開山された。元々は神田に位置していたが、1648年（慶安元年）に現在地に移転した。
当院の本尊は多宝如来である。これが院号の由来となっている。通常、多宝如来は法華経の説話（第11品：見宝塔品）に基づき、釈迦如来と2体1組で製作される例が多いが、単独の本尊となっているのは極めて珍しい。ちなみに法華宗・日蓮宗系の寺院の本尊で見られる一塔両尊の「両尊」は、釈迦如来と多宝如来のことである。

## 文化財
- 弘法大師二十一ヶ寺御詠歌所附版木（台東区有形文化財 平成4年度登載）[2]
- 御府内八十八ヶ所大意版木（台東区有形文化財 平成4年度登載）[3]
- 庚申塔1基（台東区有形文化財 平成19年3月登載）[4]

## 交通アクセス
- 日暮里駅より徒歩8分（経路案内）。
- 千代田線根津駅より徒歩約10分（経路案内）。